# 埃弗里 (內布拉斯加州)
埃弗里（英語：Avery）是位於美國內布拉斯加州薩皮縣的非建制地區。

## 歷史
埃弗里的郵局於1891年設立，其後於1908年停運。

## 地理
埃弗里所處的海拔為高於海平面318米（即1043英呎），而該地所採用的時區為UTC-6，即北美中部时区（CST）。同時該地設有夏令時間，為UTC-6調快一小時，即UTC-5（CDT）。